# Морехон, Адриан
Адриан Морехон Гарсия (исп. Adrian Morejón Garcia, 27 февраля 1999, Гавана) — кубинский бейсболист, питчер клуба Главной лиги бейсбола «Сан-Диего Падрес».

## Биография
Адриан Морехон родился 27 февраля 1999 года в Гаване. Он выступал за сборную Кубы по бейсболу в возрастных категориях до 12-ти, до 15-ти и до 18-ти лет. В 2014 году на Кубке мира по бейсболу возрастной категории до 15-ти лет он был признан самым ценным игроком турнира. В финальном матче против сборной США Морехон сделал двенадцать страйкаутов. В возрасте пятнадцати лет он дебютировал в Кубинской национальной серии, став самым молодым её игроком. В октябре 2015 года Морехон бежал с Кубы в Доминиканскую Республику. Летом 2016 года он в статусе международного свободного агента подписал контракт на сумму 11 млн долларов с клубом «Сан-Диего Падрес». На тот момент он занимал второе место в рейтинге лучших молодых иностранных бейсболистов.
В 2017 году Морехон начал выступления в системе «Падрес», проведя сезон в составах «Форт-Уэйн Тинкэпс» и «Трай-Сити Даст Девилз». В регулярном чемпионате он одержал три победы при четырёх поражениях с пропускаемостью 3,86. Сезон 2018 года он отыграл в «Лейк-Элсинор Сторм», проведя на поле 62,2 иннинга с показателем пропускаемости 3,30 и сделав 70 страйкаутов. Летом Морехон принял участие в Матче всех звёзд Калифорнийской лиги. В 2019 году он выступал за «Амарилло Сод Пуддлс» в Техасской лиге и сыграл в Матче всех звёзд будущего. В июле 2019 года он дебютировал за «Падрес» в Главной лиге бейсбола.
В сокращённом сезоне 2020 года Морехон сыграл за «Падрес» девять матчей регулярного чемпионата, а также выходил на поле в двух играх плей-офф. Во втором для себя матче регулярного чемпионата 2021 года он был заменён из-за травмы. Двадцать первого апреля клуб объявил, что игроку будет сделана операция на связках локтевого сустава, после которой он пропустит оставшуюся часть сезона.